# Gyom
Gyom, de son vrai nom Guillaume Seijnhaeve, né le 30 avril 1985 à Mouscron (province de Hainaut), est un auteur de bande dessinée, coloriste et illustrateur belge.

## Biographie
Guilaume Seijnhaeve naît le 30 avril 1985 à Mouscron.
Il fait ses études secondaires dans une section artistique à Tournai et ses études supérieures en publicité à Mons. Après plusieurs années à travailler dans ce domaine, il se lance dans l’illustration. 
Il fait ses débuts dans l’illustration publicitaire ainsi que dans le jeu vidéo marketing. Il exécute ensuite plusieurs contrats dans l’édition du jeu de société dont Magic Maze, de Kasper Lapp aux éditions Sit Down ! en 2017 et Gravity Superstar en 2018. 
Il concrétise son rêve de faire de la bande dessinée lorsqu’il sort son premier album de bande dessinée jeunesse intitulé Le Grand Tournoi sur un scénario de Manuro publié dans la collection « La BD dont vous êtes le héros » aux éditions Makaka en 2018. Puis, il lance la mini-série en deux albums Freaky Mouse scénarisée par Alexandre Arlène aux Éditions Jungle. Depuis, il signe Le Codex de Théo, une autre série à destination de la jeunesse scénarisée par le duo formé par Mylène Lambert et Romain Pujol, pour le premier tome intitulé Jack le harceleur, qui paraît aux éditions Kennes en 2021. Dans la foulée, il sort en 2023 le deuxième volume de ce diptyque Barbe Noire ! chez le même éditeur.
Il fait son entrée dans le magazine Spirou avec l'illustration d'un jeu L'Échappée Blork autour de la série Game over toujours la même année. Il lance la série humoristique Happy calypse avec la coscénariste Laulau dans le no 4457 pour laquelle il assure également la mise en couleur. C'est sur un scénario de Luki Blancher qu'il dessine la bande dessinée jeunesse Aliénor et les aliens dont le premier tome intitulé : Reine des aliens est publié par les Éditions Jungle en mai 2025.
En outre, il réalise l'affiche et les visuels de la fête de la bande dessinée de Jeumont avec le personnage de Théo en 2023,.

### Vie privée
Il demeure à Chimay. Il est l'époux de Laurie Coenen scénariste connue sous le pseudonyme Laulau.

## Œuvres

### Albums de bande dessinée

#### One shot
- Le Grand Tournoi, éditions Makaka, coll. « La BD dont vous êtes le héros », Saint-Étienne-de-Fontbellon, 23 novembre 2018
Scénario : Emmanuel Quaireau - Dessin : Gyom - Couleurs : Damien Gay -  (ISBN 9782367960944)

#### Freaky Mouse
- 1. Freaky Mouse[7], Éditions Jungle, Bruxelles, 13 février 2019
Scénario : Alexandre Arlène - Dessin : Gyom - Couleurs : MistaBlatte -  (ISBN 978-2-8222-2644-8),Réédition en 2023 à l'occasion des 100 ans de Disney avec un visuel de couverture différent.  (ISBN 978-2-8222-4099-4)
- 2. Il en faut peu pour étriper[14] !, Éditions Jungle, Bruxelles, 11 juin 2020
Scénario : Alexandre Arlène - Dessin : Gyom - Couleurs : MistaBlatte -  (ISBN 978-2-8222-3049-0)

#### Le Codex de Théo
- 1. Jack le harceleur[8],[9], Éditions Kennes, Gerpinnes, 3 novembre 2021
Scénario : Mylène Lambert, Romain Pujol - Dessin : Gyom - Couleurs : Ben BK -  (ISBN 978-2-380-75495-7)
- 2. Barbe Noire !, Éditions Kennes, Gerpinnes, 1er février 2023
Scénario : Mylène Lambert, Romain Pujol - Dessin : Gyom - Couleurs : Ben BK -  (ISBN 978-2-380-75853-5)

#### Aliénor et les aliens
- 1. Reine des aliens[12],[15], Éditions Jungle, Bruxelles, 28 mai 2025
Scénario : Luki Bancher - Dessin : Gyom - Couleurs : quadrichromie -  (ISBN 978-2-8222-4727-6)

### Livres d'illustrations
- 500 blagues de Toto[16], textes de Virgile Turier, Paris, Deux coqs d'or, 2014  (ISBN 978-2-01-394693-3)
- 500 blagues pour rire[17], textes de Virgile Turier et Pascal Naud, Paris, Deux coqs d'or, 2015  (ISBN 978-2-01-120670-1)
- Les 800 blagues préférées des enfants, textes de Virgile Turier et Pascal Naud, Vanves, Deux coqs d'or, 2015  (ISBN 978-2-01-227240-8)
- 500 blagues et BD Toto, textes de Virgile Turier et Pascal Naud, ill. Romain Guyard et Pierre Fouillet, Vanves, Deux coqs d'or, 2016  (ISBN 978-2-01-323853-3)
- 200 blagues spécial Toto, textes de Virgile Turier et Pascal Naud, ill. Romain Guyard et Pierre Fouillet, Vanves, Deux coqs d'or, 2016  (ISBN 978-2-01-625409-7)

### Jeux de société
- Goths save the Queen[18], de Vincent Bonnard, Sit Down !, 2016.
- Magic Maze[5], de Kasper Lapp, Sit Down !, 2017.
- Gravity Superstar[19], de Julian Allain, Sit Down !, 2018
- Magic Maze Kids[20], de Kasper Lapp, Sit Down !, 2018
- Overbooked[21], avec Roman Kucharski, Sandy Solihin de Daryl Chow, Randomskill Games, 2018
- Magic Maze on Mars[22], de Kasper Lapp, Sit Down !, 2019
- Star Clicker[23], de Christophe Raimbault, Ludonaute, 2021
- Morris le Dodo[24], de Emilie et Jérôme Soleil, Blue Orange, 2022.